# Anomalopoda
Los anomalópodos (Anomalopoda) son un grupo de artrópodos que se caracterizan por la segmentación externa marcada del tronco aunque aún presentan lobopodios sin artropodizar.

## Definición del clado y refutación de la homología de aletas
El grupo se define agrupando a un grupo conformado por Opabinia, Peytoia, Bomakellia y Anomalocaris. Dicha agrupación surgió a partir de la creencia de que las aletas de estos cuatro géneros antes mencionados eran homólogos, y que el ancestro común de estos carecía de lobopodios caminadores, de ahí el nombre que significa "piernas anormales".
Más tarde algunos estudios empezaron a señalar que los anomalocaridianos estaban más relacionados con los artrópodos del grupo corona (Euarthropoda) que a los opabínidos, lo que ponía en duda la homología de las aletas. Debido al descubrimiento de Pambdelurion, que poseía tanto aletas nadadoras (en realidad colgajos laterales) como lobópodos caminadores debajo de las aletas.
Si Pambdelurion es un ancestro de los artrópodos, entonces las aletas de los opabínidos podría ser homólogos a los colgajos laterales en lugar que a las aletas anomalocáridas, lo que significa que los opabínidos aún tendrían lobópodos debajo de las aletas. Los anomalocáridos en cambio carecían de lobópodos y sus aletas son lobópodos modificados para un estilo de vida depredador, análogos a los colgajos laterales (aunque algunos como Hurdiidae aún conservan esos colgajos)
Bomakellia resultó ser en realidad un petalonámido o petalonamo, en lugar de estar relacionado con los otros anomalópodos.
La sentencia de muerte a la homología de las aletas de opabínidos y anomalocáridos llegaría con el descubrimiento de Mieridduryn, un opabínido que confirmaría la presencia de lobópodos en el grupo y la homología entre los colgajos de Pambdelurion y las aletas/colgajos de Opabinia.